# 桑迪胡克小学枪击案
桑迪胡克小学校園枪击案（英語：Sandy Hook Elementary School shooting）是一宗于2012年12月14日在美国康涅狄格州費爾菲爾德縣纽敦鎮桑迪胡克村的桑迪胡克小學发生的枪击案，当中28人（包括20名儿童）死亡。在枪手亚当·兰扎（英語：Adam Lanza）自杀之前，18名儿童和6名成人在学校被杀。另有3名儿童受重伤被送至医院，其中2名在医院中死亡。枪手的哥哥瑞安·兰扎（英語：Ryan Lanza）被康涅狄格州警察和FBI讯问，但没有被称为嫌犯。这是美国历史上死亡人数第四多的校园枪击案。

## 枪击
2012年12月14日，在上午9:30之前，亚当·兰扎被認為在他位于纽敦的家中枪杀了他52岁的母亲南希·兰扎。侦查员后来在她的床上发现了她的尸体，穿着睡衣，有头部中4枪的证据。亚当驾驶他母亲的车来到桑迪胡克小学，强行进入了大楼亚当·兰扎身穿黑色服装及橄榄绿色马甲，佩戴耳塞，携带来福枪弹匣。媒体早先报道他身穿護甲是错误的。
当局找到了格洛克手槍手枪和SIG Sauer9 mm手枪，这些枪支是合法购买并注册在枪手的母亲名下的。当局还在现场找到一支.223口径Bushmaster来福枪，是否使用仍存在争议。枪手死于自杀。
兰扎约在上午9:35开始射击，此时学校开始上课约半小时。
有媒体报道曾称枪手的母亲在该校担任幼儿园教师，枪击死者多位于她的教室，然而纽敦学校主管Janet Robinson表示她没有找到枪手母亲与该校的任何联系。。枪手的母亲早前已被枪手開枪擊中脸部死亡。
有报道稱該校47岁的校长Dawn Lafferty Hochsprung和56岁的心理师Mary Sherlach死亡。
枪击案发生时，有报道称从学校的广播系统能够听到尖叫声。

## 遇害者
- Nancy Lanza，52岁（在家被枪杀）

- Rachel Davino，29岁，助教
- Dawn Lafferty Hochsprung，47岁，校长
- Anne Marie Murphy，52岁，助教
- Lauren Rousseau，30岁，教师
- Mary Sherlach，56岁，学校心理师
- Victoria Soto，27岁，教师

- Charlotte Bacon，6岁
- Daniel Barden，7岁
- Olivia Engel，6岁
- Josephine Gay，7岁
- Dylan Hockley，6岁
- Madeline F. Hsu，6岁
- Catherine Violet Hubbard，6岁
- Chase Kowalski，7岁
- Jesse Lewis，6岁
- Ana Marquez-Greene，6岁
- James Mattioli，6岁
- Grace McDonnell，6岁
- Emilie Parker，6岁
- Jack Pinto，6岁
- Noah Pozner，6岁
- Caroline Previdi，6岁
- Jessica Rekos，6岁
- Avielle Richman，6岁
- Benjamin Wheeler，6岁
- Allison N. Wyatt，6岁

- Adam Lanza, 20岁（自杀）

- Natalie Hammond，40岁，主管教师
- 一名未具名的成人[8]

康涅狄格州警察发言人Lt. J. Paul Vance表示所有遇害者的尸体在枪击案发生之后的夜晚被移走并辨认。每个遇害者家庭分配了一名州警察保护他们的隐私。验尸官表示在该校园枪击案中所有死亡都是因受多处枪伤导致的。

## 疑犯

亚当·兰扎

警方确认行凶者亚当·兰扎死亡。最初对行凶者的身份有混淆，有来源最初错误报道其24岁的哥哥瑞安·兰扎为枪手。部分新闻机构，包括Fox News和赫芬顿邮报，起初错误地显示了同名的另一人的照片。瑞安·兰扎被警方讯问。

## 反应

### 國內

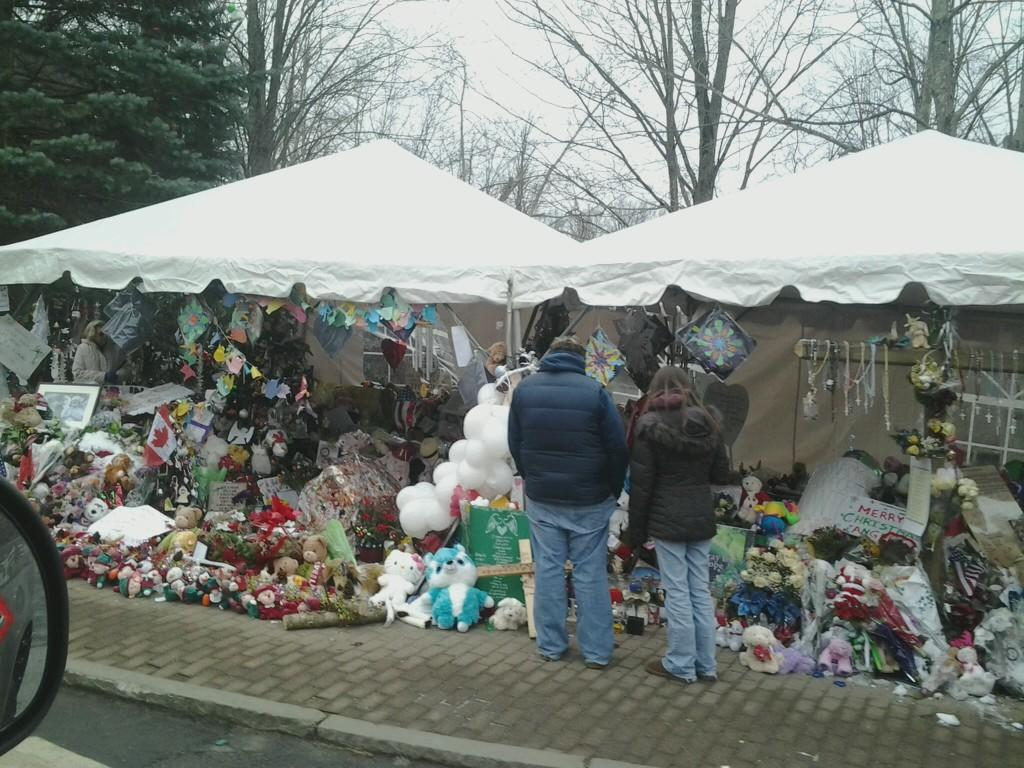
位于桑迪胡克伯克郡路的临时纪念仪式

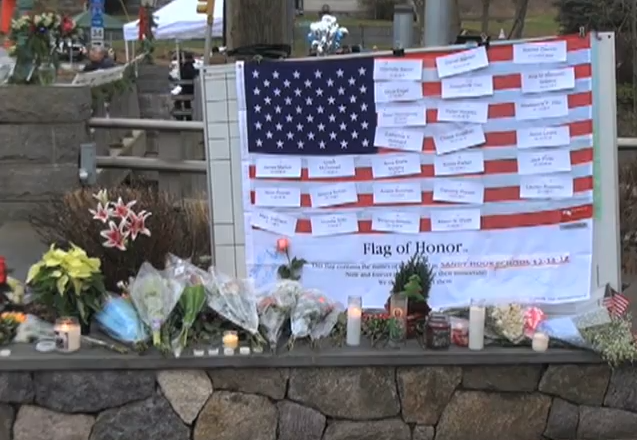
纽敦民众为遇害者献花

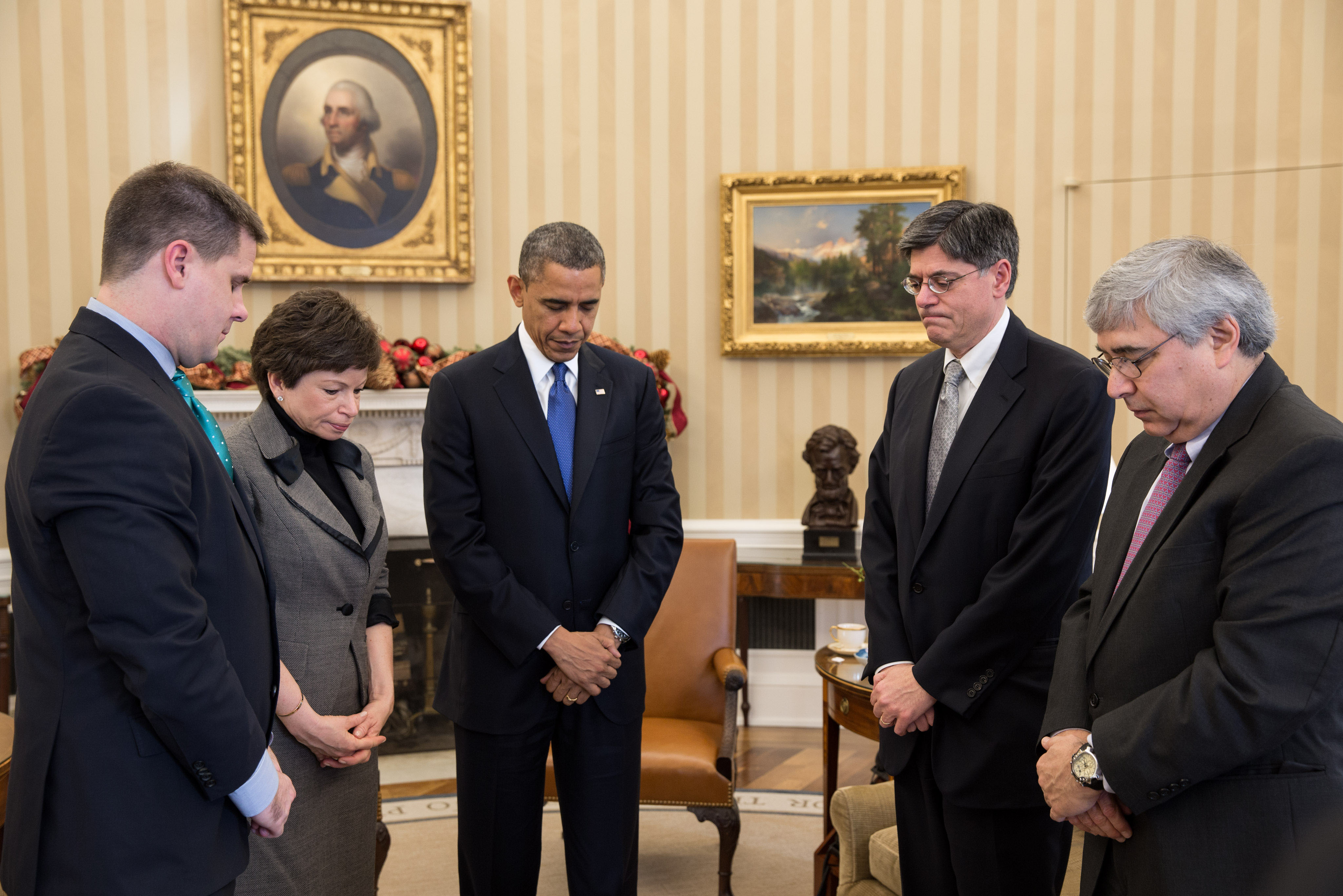
白宫在2012年12月21日的默哀

美国东部时间中午12点41分白宫发言人杰伊·卡尼称，美国总统贝拉克·奥巴马对受影响的家庭表达深切同情，在美国东部时间下午约3点17分，奥巴马进行电视讲话，他要求美国白宫下半旗以表达对逝者的尊重。他说：“不管有什么样的政治分歧，我们将不得不团结在一起采取有意义的行动避免同样的悲剧再次发生。”（We are going to have to come together and take meaningful action to prevent more tragedies like this regardless of the politics.）
纽约民主党众议院议员Jerrold Nadler称是该更多地讨论美国枪械管理法的时候了。
美国教育部长阿恩·邓肯说：“校园枪击案总是令人费解的悲剧，我无法用言语形容我内心的伤痛以及这种野蛮的袭击。作为2个小学生的父亲，我无法想象这次枪击案对西部纽镇所造成的伤害和损失。我们为桑迪胡克的每一个父母、孩子、教师、职员以及官员祈祷，我们感谢每一位经常自己冒着危险照顾、安抚、保护儿童免受伤害的教师、职员和急救员。我们将全力协助西部纽镇从伤痛中恢复过来。”

### 國外
许多国家和国际组织都迅速地以各种方式向美国表示了慰问，包括澳大利亚、阿塞拜疆、加拿大、中华人民共和国、英联邦、欧洲联盟、法国、德国、匈牙利、伊朗、以色列、日本、立陶宛、马来西亚、墨西哥、挪威、巴基斯坦、菲律宾、波兰、俄罗斯、西班牙、瑞士、瑞典、中华民国、土耳其、英国、联合国、和梵蒂冈。

## 復课
桑迪胡克小学的学生在已进行翻修的原Chalk Hill Middle School校园復课，新校址位于11公里外的门罗镇，已被命名为桑迪胡克小学。采取的安保措施包括警察巡逻、阻止任何车辆进入、加装摄像头和门锁。2013年1月2日家长和学生参观了校园并参加了公开课，3日正式复课。心理健康工作者将继续为学生提供帮助。桑迪胡克小学的原址仍被视为犯罪现场而关門。桑迪胡克小学的过渡校长Donna Page曾在该校担任校长14年，于2010年退休。她在得知枪击案惨剧之后决定复出。